# Rivière Saint-Vincent
Rivière Saint-Vincent är ett vattendrag i Kanada.   Det ligger i provinsen Québec, i den sydöstra delen av landet, 300 km norr om huvudstaden Ottawa. Rivière Saint-Vincent ligger vid sjön Lac Guéguen.
I omgivningarna runt Rivière Saint-Vincent växer i huvudsak blandskog. Trakten runt Rivière Saint-Vincent är nära nog obefolkad, med mindre än två invånare per kvadratkilometer.